# Vuoto a rendere

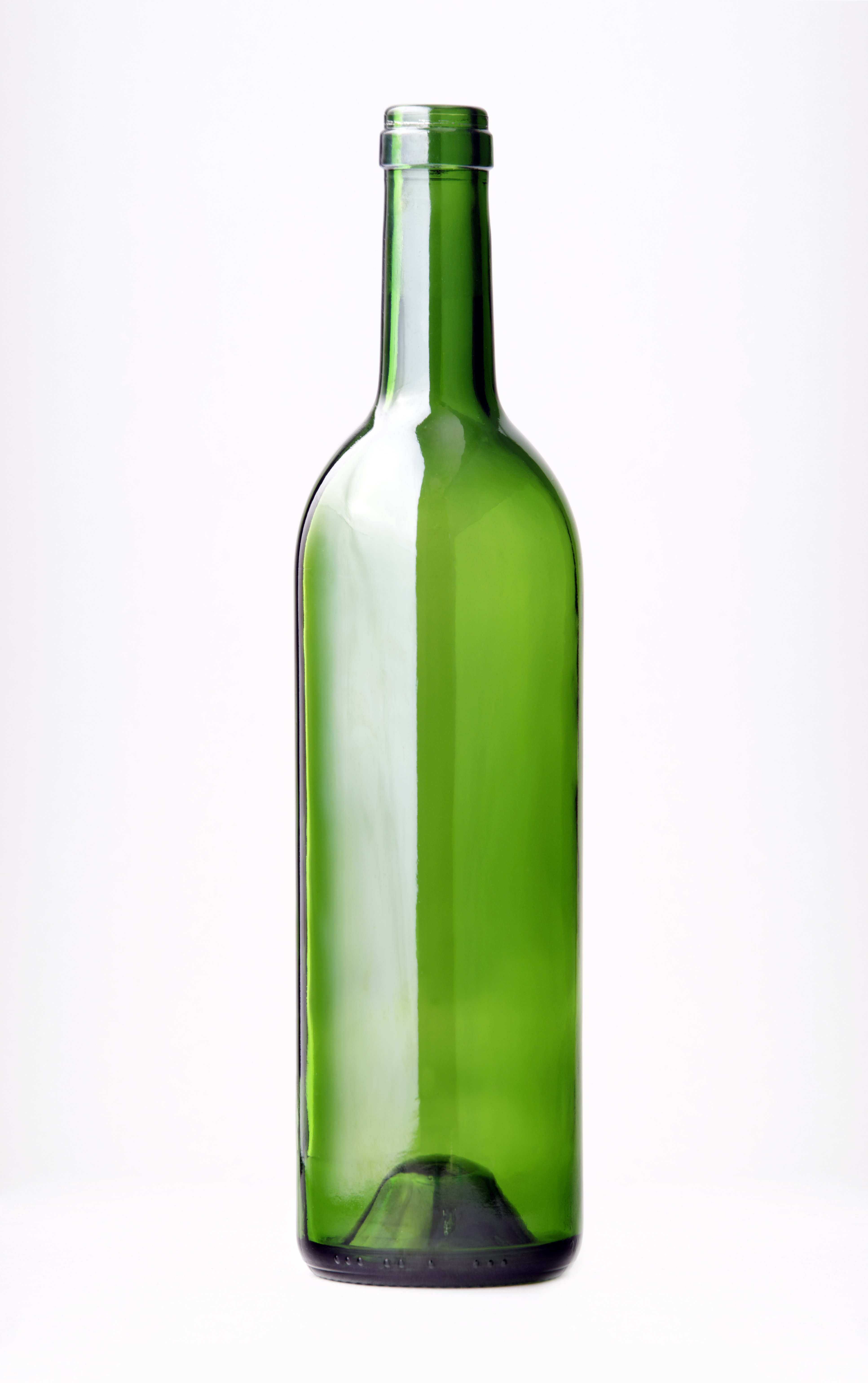
Una bottiglia di vetro vuota.

La locuzione vuoto a rendere indica che un contenitore (tipicamente bottiglie di vetro, ma anche in plastica PET) una volta svuotato dev'essere reso al fornitore, così che possa essere riutilizzato (si arriva fino a 20 riutilizzi per le bottiglie in PET, 40 per quelle in vetro). In genere, chi acquista il prodotto in vuoto a rendere paga una cauzione che viene resa al momento della restituzione.
L'espressione contraria è vuoto a perdere, che indica invece che il contenitore non viene restituito e può essere gettato. I vuoti a perdere sono molto spesso usa e getta, sebbene alcune aziende producano contenitori in vuoto a perdere che possono essere riutilizzati: quelli della Nutella, ad esempio, vengono comunemente usati come bicchieri (o brocche per quelli di maggiori dimensioni) una volta svuotati.

## Vantaggi
Il concetto di vuoto a rendere è stato definito migliore sotto molti aspetti rispetto al vuoto a perdere, per questioni economiche, politiche ed ecologiche: secondo studi condotti dall'Ufficio federale dell'ambiente della Germania i vuoti a rendere sono significativamente meno inquinanti degli usa e getta; l'ammontare dei rifiuti è ridotto del 96% per il vetro e dell'80% con la plastica. Il riuso per 20 volte di una bottiglia di vetro comporta anche un risparmio energetico del 76,91%. Il vuoto a perdere, invece, comporta maggior consumo di materie prime e di energia, e un maggiore inquinamento.
In accordo con tali studi, un'ordinanza tedesca del 1991 prevede che almeno il 72% dei contenitori prodotti dalle aziende siano vuoti a rendere. In Danimarca, per le bibite, il vuoto a rendere in bottiglie di vetro è obbligatorio. In Norvegia è utilizzato il vuoto a rendere per le bottiglie di vetro e plastica PET, oltre alle lattine.
In Italia, nel 2005, i vuoti a rendere coprivano meno del 50% dei consumi, anche se si assiste ad una crescita di progetti volti a diminuire o eliminare gli usa e getta tanto che a partire dall'ottobre 2017 gli esercenti possono aderire alla sperimentazione atta a reintrodurre il vuoto a rendere.

## Altri significati
L'espressione "vuoto a perdere" è entrata nel linguaggio quotidiano con il significato di una cosa di cui non ci si può disfare, un peso, una situazione d'impiccio. La stessa espressione è stata usata come titolo per il singolo Vuoto a perdere di Noemi, dall'album RossoNoemi e per la canzone omonima del gruppo alternative rock Zen Circus.